# Jay Kristoff
Jay Kristoff (narozen 11. listopadu 1973) je australský spisovatel fantasy a sci-fi románů určených pro dospělé i mládež. Proslavil se především trilogiemi Nevernigth a Akta Illuminae, kterou napsal společně s Amie Kaufman. Nevěří na šťastné konce.

## Životopis
Jay Kristoff se narodil v roce 1973 v australském Perthu. Toto město, kde vyrůstal, je považováno za druhé nejvíce izolované hlavní město na světě, a Kristoff se z něj odstěhoval při první příležitosti. Většinu svého dětství trávil zavřený ve svém pokoji s knihami nebo hraním stolních her, jako je Dračí doupě. Byl vychováván jako katolík. Vystudoval uměleckou vysokou školu. Před zahájením své literární kariéry pracoval jedenáct let v reklamním průmyslu pro televizi.
Začátky jeho kariéry nebyly snadné, při prvním pokusu o vydání své knihy byl mnohokrát odmítnut. To ho vedlo k napsání druhé knihy, kterou se mu podařilo publikovat. Doposud bylo vytištěno více než dva miliony jeho knih, které byly vydané ve více než třiceti pěti zemí, z nichž většinu osobně nenavštívil. Kristoff se věnuje psaní 8 až 10 hodin ve všední dny, někdy pracuje i v sobotu, zatímco neděle si vždy nechává volné.
Je vysoký 200 cm. V současné době (2025) žije v Melbourne s manželkou a psem.

## Ocenění
Jay Kristoff je mezinárodně uznávaný autor fantasy a sci-fi románů, jehož knihy se staly bestsellery na seznamech The New York Times a USA Today. Za svou literární tvorbu získal řadu ocenění, včetně osmi cen Aurealis a ocenění ABIA. Byl také nominován na ceny David Gemmell Morningstar a Legend Awards. Jeho díla se pravidelné objevují na seznamech nejlepších knihy, například Kirkus nebo Amazon Best Teen Book.
První díl jeho trilogie The Lotus War, Stormadancer, byl finalistou na cenu Aurealis a nominován na ceny David Gemmell Morningstar a Legend Awards. Doprovodná novela této trilogie, The Last Stormdancer, získala cenu Aurelia za nejlepší krátkou fantasy povídku.
Trilogie The Illuminae Files, kterou napsal společně s Amie Kaufman, mu přinesla mnoho ocenění. První kniha série, Illuminae, se stala The New York Times bestselerem a byla řazena mezi nejlepší knihy roku 2015 podle Kirkus, Amazon a YALSA. Tato kniha v roce 2015 získala Aurealis cenu za nejlepší Sci-fi román a v roce 2016 byla finalistou ceny Prime Minister’s Literary, vyhrála cenu Gold Inky za literaturu pro mládež a cenu ABIA Book of the Year. Druhá kniha série, Gemina, získala v roce 2016 cenu Aurealis za nejlepší sci-fi román.
Jeho první kniha z fantasy série The Nevernight Chronicle, Nevernight, se stala mezinárodním bestselerem, získala mu v roce 2016 cenu Aurealis za nejlepší fantasy román a přinesla další nominace na cenu David Gemmell. Druhá kniha série, Godsgrave, získala v roce 2017 cenu Aurealis za nejlepší fantasy román.
Lifel1k3, první kniha ze série Lifelike, vyhrála v roce 2018 cenu Aurelis za nejlepší sci-fi román.
První díl série Aurora, Aurora povstává, kterou napsal polečně a Amie Kaufman, získala v roce 2019 dvě ceny Aurelias za nejlepší young adult román a za nejlepší sci-fi román.

## Díla

### The Lotus War Series
1.    Stormdancer (Thomas Dunne Books, 2012)
2.    Kinslayer (Thomas Dunne Books, 2013)
3.    Endsinger (Thomas Dunne Books, 2014)
-      The Last Stormdancer (prequel novela ke knize Stormdancer, Thomas Dunne Books, 2013)
-      Praying for Rain (krátká povídka, publikována online zdarma, 2013)

### Akta Illuminae (spoluautorství sAmie Kaufman)
1.    Illuminae (Cooboo, 2016; anglicky Random House, 2015)
2.    Gemina (Cooboo, 2017; anglicky Random House, 2016)
3.    Obsidio (Cooboo, 2019; anglicky Random House, 2018)
-      Memento (prequel novela, Random House, 2019)

### Nikdynoc
1.    Nikdynoc (Cooboo, 2019; anglicky Nevernight, Thomas Dune Books, 2016)
2.    Boží hrob (Cooboo, 2019; anglicky Godsgrave, Thomas Dunne Books, 2017)
3.    Rozetmění (Cooboo, 2020; anglicky Darkdawn, Thomas Dunne Books, 2019)

### Lifelike Series
1.    Lifel1k3 (Random House, 2018)
2.    Dev1at3 (Random House, 2019)
3.    Truel1f3 (Random House, 2020)

### Aurora (spoluautorství s Amie Kaufman)
1.    Aurora povstává (Cooboo, 2020; anglicky Aurora Rising, Random House, 2019)
2.    Aurora plane (Cooboo, 2021; anglicky Aurora Burning, Random House, 2020)
3.    Aurora hasne (Cooboo, 2022; anglicky Aurora’s End, Random House, 2021)

### Říše upíra
1.    Říše upíra (Cooboo, 2022; anglicky Empire of the Vampire, HarperCollins, 2021)
2.    Empire of the Damned (HarperCollins, 2024)